# José Luis Alcaine
José Luis Alcaine Escaño (Tánger, Zona Internacional de Tánger; 26 de diciembre de 1938), es un director de fotografía español, pionero en la utilización de tubos fluorescentes como luz principal en la década de 1970.

## Biografía
Es académico correspondiente de la Academia de Bellas Artes de San Fernando.
Su ingente labor cinematográfica ha sido recompensada con cinco Premios Goya a la mejor fotografía de un total de veintiuna (21) nominaciones. En 2009, Notro Films —perteneciente al conglomerado Vértice Cine, unión de Manga Films y Notro Films— le ofreció dirigir la fotografía digital de su primera serie, Doctor Mateo.
En 2011, dio a conocer su teoría de la inspiración del Guernica de Picasso. Según él, la inspiración se debía a imágenes muy definidas en la película Adiós a las armas (1932) de Frank Borzage. Existen once coincidencias muy notorias entre planos de la película y el magnífico cuadro del Guernica: como el caballo relinchando, la mujer que clama al cielo, la puerta del fondo —con un dibujo de sombras muy parecido en la película y en el cuadro—, el incendio de la casa, la cara despavorida de mujer, la mujer huyendo con los brazos abiertos, el muerto yacente boca arriba en el cuadro con la mano extendida —en la película está boca abajo, pero en unas fotos tomadas por la fotógrafa amante de Picasso, Dora Maar, de unos primeros apuntes del Guernica, se ve que empezó pintando este cuerpo boca abajo—, la mano abierta hacia el cielo que se corresponde con un gran primer plano de una mano que se cierra convulsamente en la película, la mujer con el niño en brazos que clama a los cielos, la oca que grita despavorida que se corresponde con una cuna en donde transportan dos ocas asustadas —el sable roto que se corresponde con un diálogo en el film en que Gary Cooper le comenta a Helen Hayes que los sables ya no sirven para nada en el frente de batalla—. Además el cuadro lo pintó Picasso en blanco y negro, igual que la película y todo el cuadro da la impresión de que todo él tiene un movimiento de derecha a izquierda exactamente igual que la secuencia de donde están entresacados la mayoría de las inspiraciones, que toda ella se desarrolla de derecha a izquierda. Y por último José Luis Alcaine añade que para él, el toro del Guernica es la representación de su pintor, Pablo Picasso ya que él se ha mostrado múltiples veces como un toro en varias de sus pinturas. Y además tiene un lugar en el cuadro muy parecido al lugar que ocupa Velázquez en Las meninas, cuadro que es para Picasso el más admirable del mundo.

## Vida personal
Casado con la directora de cine Cecilia Bartolomé con quien ha colaborado como director de fotografía en alguno de sus trabajos, es el padre del también director de fotografía Pancho Alcaine Bartolomé.

## Premios y candidaturas

### Premios Goya
| Categoría        | Año  | Película                                 | Resultado |
| ---------------- | ---- | ---------------------------------------- | --------- |
| Mejor fotografía | 2021 | Madres paralelas                         | Nominado  |
| Mejor fotografía | 2019 | Dolor y gloria                           | Nominado  |
| Mejor fotografía | 2016 | La reina de España                       | Nominado  |
| Mejor fotografía | 2011 | La piel que habito                       | Nominado  |
| Mejor fotografía | 2007 | Las trece rosas                          | Ganador   |
| Mejor fotografía | 2006 | Volver                                   | Nominado  |
| Mejor fotografía | 2005 | Otros días vendrán                       | Nominado  |
| Mejor fotografía | 2004 | Roma                                     | Nominado  |
| Mejor fotografía | 2003 | Al sur de Granada                        | Nominado  |
| Mejor fotografía | 2002 | El caballero don Quijote                 | Ganador   |
| Mejor fotografía | 1997 | En brazos de la mujer madura             | Nominado  |
| Mejor fotografía | 1996 | Tranvía a la Malvarrosa                  | Nominado  |
| Mejor fotografía | 1994 | La pasión turca                          | Nominado  |
| Mejor fotografía | 1993 | El pájaro de la felicidad                | Ganador   |
| Mejor fotografía | 1992 | Belle Époque                             | Ganador   |
| Mejor fotografía | 1990 | ¡Átame!                                  | Nominado  |
| Mejor fotografía | 1990 | ¡Ay, Carmela!                            | Nominado  |
| Mejor fotografía | 1989 | El sueño del mono loco                   | Ganador   |
| Mejor fotografía | 1988 | Malaventura                              | Nominado  |
| Mejor fotografía | 1988 | Mujeres al borde de un ataque de nervios | Nominado  |
| Mejor fotografía | 1986 | La mitad del cielo                       | Nominado  |

### Otros premios
- Premio Nacional de Cinematografía (1989).
- Premio Academia del Cine Europeo por Volver (2006).
- Premio UIMP a la Cinematografía (2017).

## Filmografía
- Madres paralelas (2021)
- La voz humana (2020)
- Domino (2019)
- Dolor y gloria (2019)
- La reina de España (2016)
- Wild Oats (2016)
- Altamira (2015)
- Los amantes pasajeros (2013)
- La piel que habito (2011)
- Rivales (2008)
- Las trece rosas (2007)
- Tuya siempre (2007)
- Teresa, el cuerpo de Cristo (2007)
- Tirant Lo Blanc (2006)
- Volver (2006)
- Vida y color (2005)
- La vida perra de Juanita Narboni (2005)
- Roma (2004)
- La puta y la ballena (2004)
- La mala educación (2004)
- The Dancer Upstairs (2003)
- Al sur de Granada (2003)
- El caballero don Quijote (2002)
- La vida de nadie (2002)
- Chica de Río (2001)
- Son de mar (2001)
- Sé quién eres (2000)
- Blast From the Past (1999)
- Celos (1999)
- L'Amante perduto (1999)
- Don Juan (1998)
- Il Mio West (1998)
- La pistola de mi hermano (1997)
- En brazos de la mujer madura (1997)
- Tranvía a la Malvarrosa (1997)
- Two Much (1996)
- Libertarias (1996)
- Más allá del jardín (1996)
- La teta y la luna (1994)
- La pasión turca (1994)
- Jamón, jamón (1993)
- Huevos de oro (1993)
- Intruso (1993)
- El pájaro de la felicidad (1993)
- Belle Époque (1992)
- Amantes (1991)
- ¡Ay, Carmela! (1991)
- Hay que zurrar a los pobres (1991)
- Solo o en compañía de otros (1991)
- ¡Atame! (1990)
- Dancing Machine (1990)
- El sueño del mono loco (1989)
- El mar y el tiempo (1989)
- Mujeres al borde de un ataque de nervios (1988)
- El Lute II: mañana seré libre (1988)
- Jarrapellejos (1988)
- Malaventura (1988)
- El Lute: camina o revienta (1987)
- Barbablú, Barbablú (1987)
- La mitad del cielo (1986)
- El caballero del dragón (1986)
- Mambrú se fue a la guerra (1986)
- El viaje a ninguna parte (1986)
- Hay que deshacer la casa (1986)
- Rustlers' Rhapsody (1985)
- La reina del mate (1985)
- Los paraísos perdidos (1985)
- La corte de Faraón (1985)
- El Caso Almería (1984)
- Akelarre (1984)
- Tasio (1984)
- El sur (1983)
- Demonios en el jardín (1982)
- Bésame, tonta (1982)
- La Triple muerte del tercer personaje (1982)
- Asesinato en el Comité Central (1982)
- La campanada (1980)
- La muchacha de las bragas de oro (1980)
- Soldados (1978)
- Oro rojo (1978)
- Vámonos, Bárbara (1978)
- Così come sei (1978)
- Adiós, Alicia (1977)
- Marián (1977)
- El puente (1977)
- Dios bendiga cada rincón de esta casa (1977)
- Retrato de familia (1976)
- ¿Quién puede matar a un niño? (1976)
- Pepita Jiménez (1975)
- Ya soy mujer (1975)
- País, S.A. (1975)
- Yo la vi primero (1974)
- El niño es nuestro (1973)
- Corazón solitario (1973)
- Vera, un cuento cruel (1973)